# Steve Wilson
Steve Wilson (Hampton, 10 februari 1961) is een Amerikaanse jazzmuzikant (saxofoon (alt, sopraan), klarinet, fluit).

## Biografie
Steve Wilson speelde als tiener in verschillende rhythm-and-blues- en funkbands. Later studeerde hij aan de Virginia Commonwealth University in Richmond. In 1987 verhuisde hij naar New York, waar hij zich bewees in het jazzcircuit als begeleidingsmuzikant bij talrijke plaatopnamen, waaronder bij Billy Drummond, in Louie Bellsons Bigband in 1993, Mike LeDonne, Jonny King (The Meltdown, 1997), Didier Lockwood, Michele Rosewoman, Terell Stafford en Ralph Peterson. Bovendien speelde hij in de formatie Out of the Blue, in het American Jazz Orchestra, de Charles Mingus Big Band, de Joe Henderson Bigband (Shade of Jade) en het Smithsonian Jazz Orchestra.
In 1988 toerde hij met Lionel Hampton door Europa. In hetzelfde jaar werd hij lid van het Dave Holland Quintet en werkte hij mee aan diens album Point of View bij ECM Records. In 1997 was hij ook betrokken bij de opname van het album A Cloud of Red Dust van de vibrafonist Stefon Harris. Van 1998 tot 2001 speelde hij in het sextet van Chick Corea, in 1998 trad hij met deze op in de New Yorkse Blue Note. In 1997 formeerde hij het Steve Wilson Quartet, waartoe de bassist Ed Howard, de pianist Bruce Barth en de drummer Adam Cruz behoorden. De band speelde een decennium samen en nam twee albums op.
Bovendien nam hij met de gastmuzikanten Nicholas Payton, Ray Drummond, Mulgrew Miller, James Genus, Lewis Nash en Dennis Irwin een serie albums op voor Criss Cross Records. In 1999 werkte hij mee aan de laatste opnamen van de gitarist Charlie Byrd voor diens dood en in 2000 bij het album Communication Theory van de pianist David Berkman. In hetzelfde jaar begeleidde hij de zangeres Karrin Allyson op haar album Ballads – Remembering John Coltrane. In 2011 werkte hij mee bij Centennial – Newly Discovered Works of Gil Evans van Ryan Truesdell.
Wilson onderwees aan de Manhattan School of Music, der State University of New York en de Columbia University. Bovendien was hij Artist in residence aan de University of North Carolina, het Hamilton College, de Old Dominion University en het CITYFOLK arts program in Dayton.

## Onderscheidingen
Wilson werd in 2001 onderscheiden met de 'Marc Crawford Jazz Educator Award' van de New York University. In 2003 kreeg hij de 'Virginia Jazz Award' als musicus van het jaar, uitgereikt door de Richmond Jazz Society.

## Discografie
- 1991: New York Summit (Criss Cross) met Tom Williams, Mulgrew Miller, James Genus
- 1993: Step Lively (Criss Cross) met Cyrus Chestnut, Freddie Bryant, Dennis Irwin
- 1998: Generations (Stretch) met Mulgrew Miller, Ray Drummond
- 1999: Passages (Stretch) met Nicolas Payton, Bruce Barth, Ed Howard, Adam Cruz

- Bibliothèque nationale de France: cb13949188n (data)
- Gemeinsame Normdatei: 13476210X
- International Standard Name Identifier: 0000 0001 1476 5264
- Library of Congress Control Number: n94068135
- MusicBrainz: c0b45427-4d3b-4f81-a7b5-19d65edd64c4
- Nationale Bibliotheek van Tsjechië: xx0016108
- Système universitaire de documentation: 158362187
- Virtual International Authority File: 85402275
- WorldCat: E39PBJpDQ8gxHYXmjWYVddmyBP